# Geolyces attesaria
Geolyces attesaria là một loài bướm đêm trong họ Geometridae.